# Kezdőlap/Mobil
Tartalom • Tudakozó • Kiemelt szócikkek 
 A mobil változatról • Egyszerűbb mobil változat
2025. március 25. - Ma Irén, Írisz névnapja van.

## Kiemelt szócikk
Shefqet Vërlaci bég, albánul Shefqet Bej Vërlaci (Elbasan, 1877. december 15. – Zürich, 1946. július 21.) albán politikus, nagybirtokos, Albánia kétszeres miniszterelnöke (1924, 1939–1941).
1920-tól a feudális társadalmi rend és birtokszerkezet védelmezőit tömörítő konzervatív nemzetgyűlési frakció vezéralakja, 1922-től Amet Zogu egyik legfőbb politikai szövetségese, egyúttal reménybeli apósa volt. Zogu bizalmasaként 1924. március 3-ától Albánia miniszterelnökeként irányította az ország politikai életét, de első kormánya sem a gazdasági krízissel, sem a zogista politikával szemben egyre határozottabban megnyilvánuló elégedetlenséggel nem tudott megbirkózni. Májusban a kormány céljaival szembehelyezkedők Fan Noli vezetésével fegyveres felkelést robbantottak ki, amely a Vërlaci-kabinet feloszlásához, majd június 10-én a júniusi forradalom győzelméhez vezetett. Zogu, Vërlaci és politikai szövetségeseik önkéntes száműzetésbe vonultak. Zogu hatalmának 1924. decemberi restaurációját követően Vërlaci is visszatért Albániába, és a köztársasági parlament felsőházának tagja lett. A politika élvonalából azonban fokozatosan kiszorult, miután pedig a királlyá koronázott Zogu 1928 végén felbontotta rangon alulinak vélt jegyességét Vërlaci leányával, becsületében megsértve az uralkodó egyik legádázabb politikai ellenfele lett. Ideje nagy részét Olaszországban töltötte, ahol politikai kapcsolatait építette ki az ország fasiszta politikusaival. Neve felmerült az 1935-ös fieri felkelés, majd az 1939-es mirditai Zogu-ellenes lázadás szervezői és pénzelői között.
Miután 1939. április 7-én a fasiszta Olasz Királyság lerohanta Albániát, április 12-én Vërlacit kérték fel a kormányalakításra. Április 21-én felállt második kabinetje a két ország perszonáluniójához, az albán függetlenség elvesztéséhez vezető intézkedések végrehajtója, az olasz politikai és gazdasági hegemónia készséges kiszolgálója volt. Bár kormányának mozgásterét szűkre szabta a III. Viktor Emánuel hatalmát képviselő Francesco Jacomoni főkormányzó kézi vezérlése, Vërlaci támogatta a fasiszta Olaszország albániai politikai és katonai céljait. Az olasz megszállókkal és az akaratukat végrehajtó Vërlaci-kormánnyal szembeni ellenérzés nyomán 1940-től országszerte fokozódott a nacionalista Nemzeti Fronthoz köthető gerilla-hadviselés, 1941-től pedig a kommunista partizánok is megjelentek az albániai ellenállás hadszínterén. Bár a Wehrmacht támogatásával Olaszország a Görögország ellen vívott háborúban meg tudta őrizni Albánia területi integritását, sőt, 1941 nyarán jugoszláviai területek annektálásával megszületett Nagy-Albánia is, ezeket az eredményeket még nacionalista körökben sem tudták a fasiszta államrend széles körű támogatásává fordítani. Az egyre gyakoribb fegyveres rajtaütésekkel, ipari szabotázsakciókkal, utcai tiltakozásokkal szemben kormánya tehetetlennek bizonyult, a Vërlaci-kabinetet az ország urai 1941. december 3-án feloszlatták.
A háttérbe húzódott Vërlaci ezt követően egyre kevésbé támogatta az olasz megszállást, majd lelkesen üdvözölte Albánia 1943. szeptemberi német megszállását. A kommunista hatalomátvétel elől 1944-ben külföldre szökött, 1946 júliusában egy zürichi műtőasztalon érte a halál.
Tovább   a szócikkhez…
A kezdőlapon legutóbb megjelent szócikkek:
Bosin-háború • Asperger-szindróma • Barna törpe 
További kiemelt lapok…